# Franciszek Pawlak
Franciszek Pawlak znany też jako Frenky „The Flash” Pawlak (ur. 1970 w Bańskiej Niżnej) – polski zawodnik formuły K-1 zamieszkały w Austrii, a w młodości także skoczek narciarski i kombinator norweski. 15–krotny mistrz świata WFCA, 3–krotny mistrz Europy, 2–krotny mistrz Austrii.
Pochodzi z Bańskiej Niżnej w województwie małopolskim. W młodości związany był z klubem TS Wisła Zakopane, gdzie trenował pod kierunkiem Stefana Ciapały skoki narciarskie. Następnie poświęcił się kombinacji norweskiej, trenując tym razem pod okiem Franciszka Gąsienicy-Gronia. Był członkiem kadry młodzieżowej w kombinacji norweskiej. Karierę narciarską zakończył ok. 1990 roku, po wyprowadzce rodziców w Bieszczady, ukończeniu szkoły oraz na skutek konieczności odbycia służby wojskowej.
W poszukiwaniu pracy wyjechał do Austrii i osiadł w Wiedniu. Tam też rozpoczął treningi sztuk walki i już w 1995 roku zdobył pierwsze mistrzostwo świata w wersji WPKC (waga 83 kg). W trakcie swojej kariery stoczył ponad 90 walk, wygrywając ok. 50 z nich przez nokaut, a 7 przegrywając na punkty.
Swój przydomek zawdzięcza najkrótszej zwycięskiej walce w swojej karierze, kiedy wygrał przez nokaut już w 12 sekundzie walki.